# 托羅佩茨
56°30′0″N 31°37′47″E / 56.50000°N 31.62972°E
托羅佩茨，是俄羅斯特維爾州的一個城市，位於州的西部。2002年人口14,600人。
1047年首次見於文獻。1777年歸沙俄，被劃入普斯科夫省。1935年被劃入加里宁州。
2024年9月18日凌晨，烏克蘭對托羅佩茨發動無人機襲擊，導致市内一個彈藥庫起火。
1. ↑  . NBC News. 2024-09-18  [2024-09-18]. （原始内容存档于2024-09-18） （英语）.